# Rockin’ into the Night
Rockin’ into the Night ist das dritte Studioalbum der Southern-Rock-Band 38 Special, veröffentlicht im Januar 1980. Der Titelsong Rockin’ into the Night wurde der erste große Hit der Band. Er erreichte Platz 43 der Billboard Hot 100. Das Album selbst erreichte Platz 57 der Billboard 200.

## Rezeption
Auf der Seite Allmusic schrieb Mike DeGagne, mit Rockin’ into the Night hätten 38 Special entdeckt, wie man Southern Rock mit einer Formel kombiniert, die der Band kommerzielle Aufmerksamkeit einbrachte. Die Songs hätten mehr „Dampf“ als auf vorherigen Veröffentlichungen der Band.

## Titelliste
- 1.	"Rockin’ into the Night" (Jim Peterik, Gary Smith, Frank Sullivan) – 3:58
- 2.	"Stone Cold Believer" (Don Barnes, Jeff Carlisi, Donnie Van Zant) – 4:11
- 3.	"Take Me Through The Night" (Barnes, Van Zant) – 4:10
- 4.	"Money Honey" (Jesse Stone) – 3:08
- 5.	"The Love That I’ve Lost" (Barnes) – 4:34
- 6.	"You’re the Captain" (Carlisi, Van Zant) – 4:24
- 7.	"Robin Hood" (Barnes, Carlisi) – 4:40
- 8.	"You Got the Deal" (Barnes, Van Zant) – 4:50
- 9.	"Turn It On" (Carlisi, Van Zant) – 4:34

## Besetzung
- Don Barnes – Akustik-Gitarre, E-Gitarre, Gesang, Hintergrundgesang
- Steve Brose – Perkussion, Schlagzeug
- Jeff Carlisi – E-Gitarre, Slide-Gitarre
- Terry Emery – Klavier
- Jack Grondin – Perkussion, Schlagzeug
- Larry Junstrom – Bass, Gitarre
- Dale Krantz-Rossington – Hintergrundgesang
- Bill Powell – Klavier
- Donnie Van Zant – Gesang